# Ренато Проно
Ренато Проно (ісп. Renato Prono, 2 березня 1991) — парагвайський плавець. Учасник Чемпіонату світу з водних видів спорту 2017, де в попередніх запливах на дистанції 50 метрів брасом посів 27-ме місце і не потрапив до півфіналів.